# California Breed
California Breed foi uma banda de hard rock com sede em Los Angeles, Califórnia, nos Estados Unidos. Formada em 2013, o grupo foi composto pelo baixista e vocalista Glenn Hughes, pelo guitarrista e vocalista Andrew Watt, e pelo baterista Jason Bonham.
Após a dissolução da sua banda anterior, o Black Country Communion, no início de 2013, Hughes foi apresentado a Andrew Watt no final do mesmo ano e os dois formaram o California Breed, juntamente com o colega Jason Bonham, que também é ex-membro do Black Country Communion Jason Bonham.
A banda gravou seu álbum de estreia "California Breed" no final de 2013.
No dia 15.01.2015, a banda anunciou o seu fim, de forma prematura.

## Discografia

### Álbuns de Estúdio
- California Breed (2013)

## Integrantes
- Glenn Hughes - vocal e baixo (2013–2015)
- Andrew Watt - guitarras e vocais (2013–2015)
- Jason Bonham - bateria (2013-2015)